# フィル・マンザネラ
フィル・マンザネラ（Phil Manzanera、1951年1月31日 - ）は、イングランドのロック・ミュージシャン、ギタリスト。ロキシー・ミュージックのメンバーとして知られる。ソロ、レコード・プロデューサーとしても活動している。

## 人物・経歴

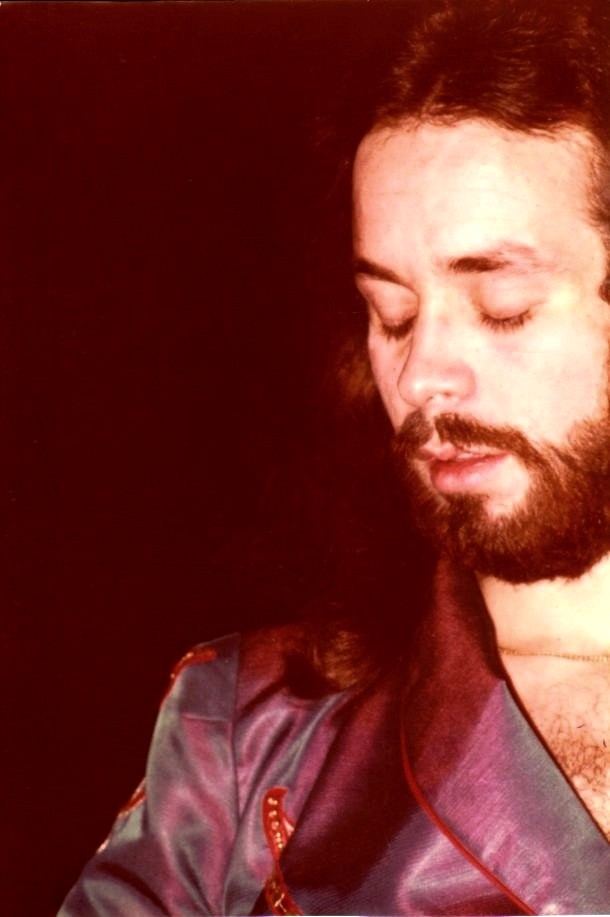
若き日のマンザネラ (1973年)

### 生い立ち
コロンビア人の母とイギリス人の父を持ってロンドンで生まれた。本名はフィル・ターゲット=アダムス。幼少・少年時代を家族と共にキューバやベネズエラで過ごした。キューバで暮らしていた6歳の時に母親のスパニッシュ・ギターを手にし、キューバ革命の大変動期の頃はキューバ・フォークソングを好んで演奏していた。子供時代に体験したキューバ革命の衝撃は彼の音楽性に影響を与えた。
ベネズエラで暮らしていた8歳の時にエレクトリックギターを習い始めた。10代の頃は1960年代のロックンロールとラテンアメリカのリズムを融合することに夢中になっていた。

### 黎明期
1968年、ダリッジ・カレッジに在学中、学友だったビル・マコーミック（ベース）、2年後輩のチャールズ・ヘイワード（ドラム）とプー・アンド・オーストリッチ・フェザー（Pooh and the Ostrich Feather）を結成した。
カレッジを卒業したマンザネラとマコーミックは、翌年にヘイワードと再会。3人は1970年にデイヴ・ジャレット（キーボード）を迎えてジャズ・ロック・バンドのクワイエット・サンを結成した。彼等は1971年の夏まで活動して、解散した。

### ロキシー・ミュージック
1971年、マンザネラはロキシー・ミュージックのギタリストのオーディションを受けた。ロキシー・ミュージックは同年9月に初代ギタリストのロジャー・バンが脱退したので、後任を探していた。マンザネラはオーディションでは不合格だったが、数か月後にミキシング担当として採用された。その約一か月後、オーディションに合格してメンバーになっていた元ザ・ナイスのデヴィッド・オリストが脱退したので、彼は1972年初頭に3代目のギタリストとして加入した。それまで彼は出生名で活動していたが、ロキシー・ミュージックに加入したのをきっかけに、母親の姓を使ってフィル・マンザネラと名乗るようになった。
1973年7月にはブライアン・イーノがロキシー・ミュージックを脱退した。以後、マンザネラのギター演奏の風合はイーノの電子音の風合を補った。サード・アルバム『ストランデッド』（1973年）で「アマゾナ」をフェリーと共作して、収録曲の作者に初めて名を連ねた。その後も「アウト・オブ・ザ・ブルー」、「プレーリー・ローズ」、「ナイチンゲール」などをフェリーと共作した。
1975年には初のソロ・アルバム『ダイアモンド・ヘッド』を発表。同アルバムにはイーノやアンディ・マッケイ、ジョン・ウェットンなどロキシー・ミュージックの関係者が参加した。またマコーミックらクワイエット・サンのオリジナル・メンバーに呼びかけて、未発表のままだったオリジナル曲を録音してアルバム『メインストリーム』を発表した。
1976年6月末にロキシー・ミュージックが解散を発表すると、イーノ、マコーミック、フランシス・モンクマン（キーボード）、サイモン・フィリップス（ドラム、リズムジェネレーター）、ロイド・ワトソン（スライドギター、ボーカル）らと801を結成した。彼等は9月3日のクイーン・エリザベス・ホールでのコンサートを録音して、同年11月にアルバム『801 ライヴ』として発表した。
同年、ニュージーランドのスピリット・エンズのセカンド・アルバムのプロデューサーを務めた。
1977年2月にフェリーが開始したワールド・ツアーに参加。6月初旬には、同ツアーのメンバーとしてフェリー、ウェットンらと共に初来日した。同年後半にはワトソンを除く801のメンバーとゲスト・ミュージシャンと共にアルバム『リッスン・ナウ』を制作して、フィル・マンザネラ / 801の名義で発表した。
ロキシー・ミュージックは1978年夏に再結成され、マンザネラはアルバム『マニフェスト』（1979年）の発表に伴なったツアーの一環として同年4月末に行なわれたロキシー・ミュージック初の日本公演で、再来日した。彼等は1983年2月にアルバム『アヴァロン』（1982年）のツアーで2度目の来日し、ツアー終了後に解散した。

### その後
マンザネラは『リッスン・ナウ』に続いて、『K-スコープ』（1978年）、『プリミティヴ・ギターズ』（1982年に）、『サザンクロス』（1990年）を発表した。1987年にはウェットンとの共作アルバム『ウェットン・マンザネラ』も発表した。
1985年、マッケイらとエクスプローラーズ（The Explorers）を結成し、アルバム"Explorers"（1985年）を発表するが商業的な成功には至らなかった。1988年と1989年にマンザネラ & マッケイとしてアメリカでアルバムを2作発表。1990年にもマッケイと組んでクリスマスソング"Christmas"を発表した。
1990年代は世界中で活動する。スペインのセビリアで開催された「Guitar Legends」では音楽監督を務め、またギタリストとしてボブ・ディランやキース・リチャーズらと共演した。1999年に発表したソロ・アルバム『ヴォゼロ』はラテンアメリカ色の強い作品となった。
2001年、フェリー、マッケイとロキシー・ミュージックの再結成を主導してワールド・ツアーを行った。
2005年に発表したアルバム『50ミニッツ・レイター』にはイーノも参加した。
この頃よりデヴィッド・ギルモアのソロ・ライブのツアー・メンバーとなり、多くのライブ活動に参加し、その映像も多く残っている。
2019年、ロキシー・ミュージックがロックの殿堂入りを果たした。マンザネラは8人の受賞者の一人に選ばれた。

## ディスコグラフィ

### スタジオ・アルバム
- 『ダイアモンド・ヘッド』 - Diamond Head (1975年)[14]
- 『K-スコープ』 - K-Scope (1978年)
- 『プリミティヴ・ギターズ』 - Primitive Guitars (1982年)
- 『ウェットン・マンザネラ』 - Wetton Manzanera (1986年) ※with ジョン・ウェットン、『ワン・ワールド』 - One Worldとして改題再発あり
- 『ウェイステッド・ランズ (廃墟の街)』 - The Wasted Lands (1988年) ※with ノヴァ・モヴァ
- 『サザンクロス』 - Southern Cross (1990年) ※『ア・ミリオン・リーズンズ・ホワイ』 - A Million Reasons Whyとして改題再発あり
- Mato Grosso (1990年) ※with Sergio Dias
- Boleros Hoy (1991年) ※with Tania Libertad
- 『ヴォゼロ』 - Vozero (1999年)
- 『6PM』 - 6PM (2004年)
- 『50ミニッツ・レイター』 - 50 Minutes Later (2005年)
- 『ファイアーバード V11』 - Firebird V11 (2008年)
- 『コーロンチョ紀行』 - Corroncho (2008年)
- 『ザ・サウンド・オブ・ブルー - 蒼の追憶』 - The Sound of Blue (2015年)
- 『続コーロンチョ紀行』 - Corroncho 2 (2017年)

### ライブ・アルバム
- 『ライヴ・アット・ザ・カール・マルクス』 - Live at the Karl Marx (1992年) ※with モンカダ (Moncada)
- 『ライヴ・アット・ザ・キュリアス・アーツ・フェスティヴァル2015』 - Live at the Curious Arts Festival (2016年)[15]
- 『ライヴ・イン・ジャパン2017』 - Live In Japan (1992年) ※with ザ・サウンド・オブ・ブルー・バンド

### コンピレーション・アルバム
- 『ギタリシモ』 - Guitarissimo 75–82 (1986年)
- 『ザ・マンザネラ・コレクション』 - The Manzanera Collection (1995年)
- 『アーカイヴス・レア・ワン』 - Manzanera Archives: Rare One (2000年) ※1975年–1991年のレア音源集
- 『エクスプレッション・サンプラー』 - The Manzanera Archives Sampler/Expression Sampler (2000年)
- 『ベスト・オブ・1972-2008』 - The Music 1972-2008 (2011年)

### クワイエット・サン
- 『メインストリーム』 - Mainstream (1975年)

### 801
- 『801 ライヴ』 - 801 Live (1976年)
- 『リッスン・ナウ』 - Listen Now (1977年) ※フィル・マンザネラ / 801名義
- 『ライヴ・アット・マンチェスター』 - 801 Manchester (1997年) ※1977年録音
- 『ラティーノ』 - 801 Latino (2001年) ※1999年録音
- 『ライヴ・アット・ハル』 - Live at Hull (2001年) ※1977年録音

### エクスプローラーズ
- 『エクスプローラーズ』 - Explorers (1985年)
- 『ライヴ・アット・パラス』 - Live At The Palace (1997年) ※1985年ライブ録音

### マンザネラ & マッケイ
- Crack The Whip (1988年)
- Up In Smoke (1989年)
- Manzanera - Mackay (1990年)
- 『ロキシンフォニー - ロキシー・ミュージックへの新たな憧憬』 - Roxymphony (2019年)